# Biblioteca Pere Calders
La Biblioteca Pere Calders és la biblioteca municipal del municipi de Viladecavalls (Vallès Occidental). L'edifici, que antigament eren els dos cossos annexos de la masia de Can Turu, és una obra inclosa en l'Inventari del Patrimoni Arquitectònic de Catalunya.

## Descripció
Es tracta de dos edificis de planta baixa, rectangulars i d'una sola nau. Un d'ells té la coberta a dos vessants i un pronunciat voladís sobre la façana principal. Els murs són de maçoneria excepte un sòcol que és de maó. La porta d'entrada, d'arc rebaixat, està emmarcada amb aparell de maó que als brancals imita el relleu amb entrants i sortints dels carreus de pedra. A les cantonades l'aparell també és de maó i fa el mateix efecte de carreus.
L'altre cos és de característiques similars però la teulada no fa tant de voladís a la façana i a sobre de la porta principal s'obre un òcul, també emmarcat amb maó. Sota el ràfec de la teulada hi ha un fris dentellat de maó que recorre tot l'edifici. Amb les obres d'adaptació al nou ús d'aquests edificis s'han obert grans finestrals a les parets laterals.